# Наборський Іван Савелійович

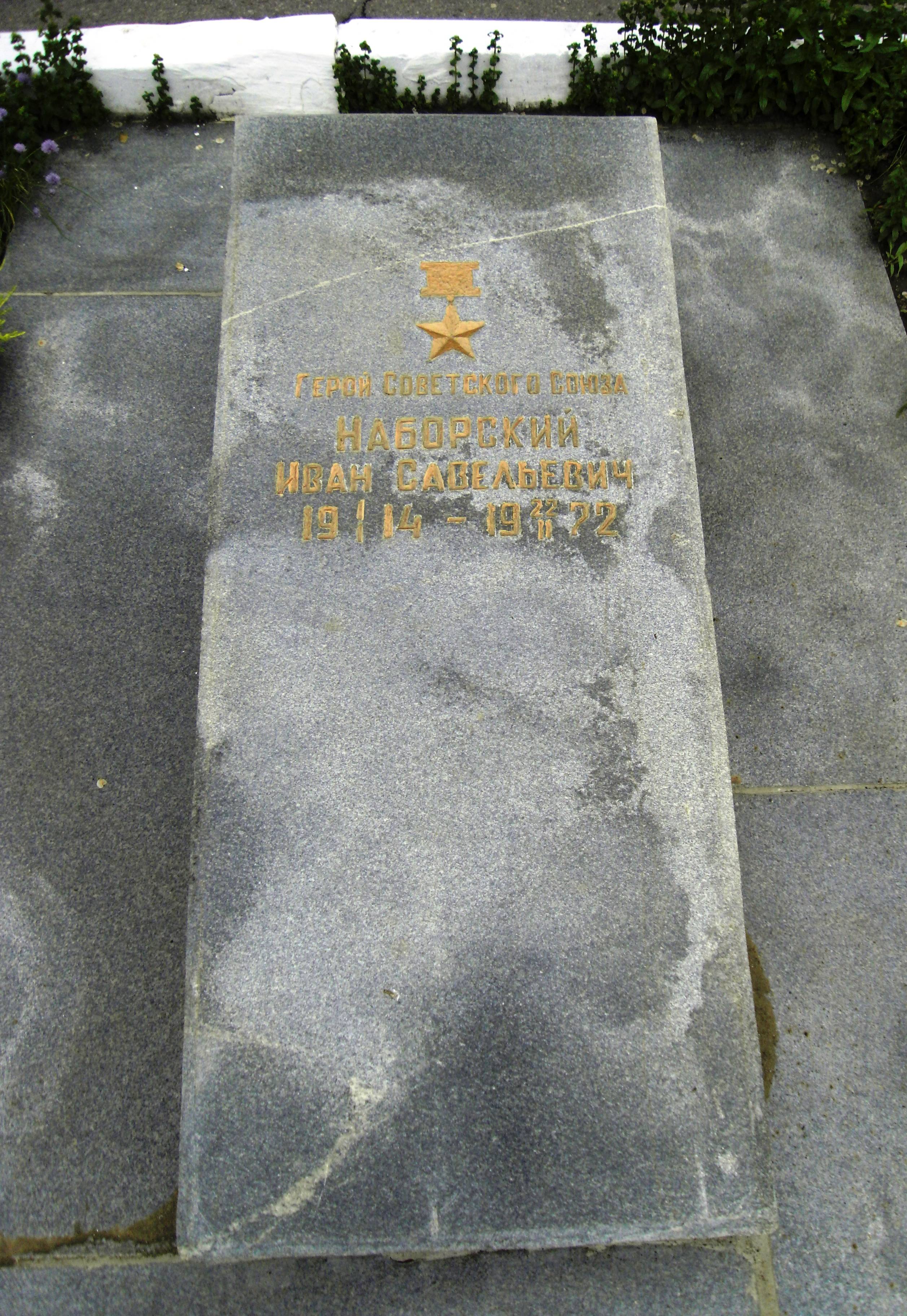
Плита на могилі Наборського І. С. біля монумента над братською могилою радянських воїнів, Торецьк

Наборський Іван Савелійович (1 січня 1914 , Перший Донський округ, Область Війська Донського  — 22 лютого 1972 , Дзержинськ, Донецька область ) — учасник німецько-радянської війни, танкіст, Герой Радянського Союзу (1945).

## Життєпис
Народився в селянській родині в селі Колотівка (пізніше у складі Цимлянського району Ростовської області), яке в 1950-х роках буде затоплене при утворенні Цимлянського водосховища.
З 1929 року жив у місті Дзержинську (нині Торецьк) Донецької області. Закінчив технікум, працював електрослюсарем, забійником, гірничим майстром на шахті «Торецька» (тодішня назва 1-1 біс).
У Червоній армії з жовтня 1941 року. У 1942 році закінчив Сталінградське танкове училище, брав участь у боях Другої світової війни з травня 1943 року. Командир роти 93-ї окремої Житомирської Червонопрапорної ордена Богдана Хмельницького танкової бригади 4-ї танкової армії 1-го Українського фронту, старший лейтенант. Брав участь у Курській битві, у визволенні міст і сіл України, Польщі, в боях на території Німеччини.
17 січня 1945 року під містом Сулеюв (Польща) знищив два танки, 15 бронемашин, 10 гармат, 20 кулеметів, 140 солдатів і офіцерів ворога. 30-31 січня 1945 року Іван Наборський першим вийшов до Одеру поблизу сучасного міста Ополе, Польща, і прикрив своєю ротою форсування річки частинами 6-го гвардійського механізованого корпусу.
Демобілізований 1946 року. Повернувся до Дзержинська, де протягом 22 років працював гірничим майстром, пізніше начальником дільниці на шахті «Торецька». Помер 22 лютого 1972 року, похований у міському парку слави поблизу територіально-виробничого об'єднання Дзержинськвугілля. Ім'я героя присвоєно щорічному футбольному турніру в Дзержинську.

## Нагороди та звання
- 10 квітня 1945 року Іван Наборський нагороджений медаллю Героя Радянського Союзу (медаль № 6020);
- орден Леніна;
- ордени Вітчизняної війни 1-го і 2-го ступеня;
- орден Червоної Зірки;
- медалі.
- Рішенням виконкому Дзержинської міської ради № 219 від 25 серпня 1965 року Наборському Івану Савелійовичу надано звання «Почесний громадянин міста Дзержинська».